# Moeras-w-uil
De moeras-w-uil (Lacanobia splendens) is een nachtvlinder uit de familie van de uilen (Noctuidae).

## Beschrijving
De voorvleugellengte bedraagt tussen de 18 en 23 millimeter. De grondkleur van de voorvleugels is bruin, met een wat rozige gloed. De ringvlek en niervlek hebben een wittige rand. Over de vlekken licht vaak een donkerder veld. Langs de buitenrand loopt een golflijn met een minder duidelijk herkenbare W dan bij andere soorten Lacanobia. Langs de golflijn is een donkere schaduwzone, en daarnaast weer een lichtere zone.

## Waardplanten
De moeras-w-uil gebruikt moerasvaren, bitterzoet en moerasplanten als waardplanten. De rups is te vinden van mei tot in september. De soort overwintert als pop.

## Voorkomen
De soort komt verspreid over het Europa voor.

### In Nederland en België
De Moeras-w-uil is in Nederland een zeldzame en in België een zeer zeldzame soort. De eerste waarneming in België stamt van 9 juli 2004 bij Viersel. In Nederland is de soort vooral in laagveengebieden te vinden. De vlinder kent één generatie die vliegt van halverwege mei tot en met augustus.